# 博洛涅塞堡
博洛涅塞堡（義大利語：Castel Bolognese），是意大利拉韦纳省的一个市镇。总面积32.28平方公里，2009年人口9,480人，人口密度293.7人/平方公里。ISTAT代码为039006。

## 友好城市
- 德国阿布茨格明德